# Обминский, Эрнест Евгеньевич
Эрне́ст Евге́ньевич Обминский (19 сентября 1931, Одесса — 7 ноября 2020) — советский и российский экономист и дипломат, доктор экономических наук, профессор, член-корреспондент РАН (с 7 декабря 1991).

## Биография
В 1953 году окончил Московский государственный институт международных отношений МИД СССР. В 1953—1959 годах — старший референт Спорткомитета СССР. Защитил кандидатскую диссертацию «План Коломбо и его использование в интересах империалистических держав» (1962).
В 1962—1969 годах — старший преподаватель, доцент МГИМО МИД СССР.
В 1969—1974 годах — сотрудник представительства СССР при отделении ООН в Женеве. Защитил докторскую диссертацию «Международное разделение труда как фактор преодоления отсталости развивающихся стран» (1973).
В 1974—1979 годах — проректор Дипломатической академии МИД СССР.
В 1983—1984 годах — заведующий отделом ИМЭМО АН СССР, в 1984—1986 годах — заместитель директора Института международного рабочего движения АН СССР.
Начальник Управления международных экономических отношений МИД СССР (1986—1990). Заместитель министра иностранных дел СССР (1989—1991). Дипломатический ранг с 15 декабря 1989 года — чрезвычайный и полномочный посол.
С 1991 года — посол по особым поручениям МИД России. Заместитель генерального директора ЮНИДО (1992—1995). Торговый представитель России в Чехии (1995—1997).
Награждён медалью «Ветеран труда» и почётной грамотой Президиума Верховного Совета РСФСР.
Похоронен на Донском кладбище в Москве (колумб. 18, зал 11).

## Основные работы
Научные издания
- «План Коломбо» и неоколониализм. М., 1963;
- Торговая политика развивающихся стран. М.: Международные отношения, 1967;
- Развивающиеся страны и международное разделение труда. М.: Международные отношения, 1974;
- Буржуазные теории мирового хозяйства: критический очерк. М.: Знание, 1977;
- Концепции международного экономического порядка. М.: Мысль, 1977;
- Группа 77: Многосторонняя экономическая дипломатия развивающихся стран. М.: Международные отношения, 1981;
- Развивающиеся страны: теория и практика многосторонней экономической дипломатии. М.: Международные отношения, 1986;
- Глобальные интересы и национальный эгоизм: экономический аспект. М.: Международные отношения, 1990.

Поэзия и воспоминания
- Всё — нипочём. М.: Радуга, 2000;
- По полной программе. М.: Спецкнига, 2007;
- Пока говорят дипломаты. М.: Литературная учёба, 2010.